# Alignan-du-Vent
Alignan-du-Vent este o comună în departamentul Hérault din sudul Franței. În 2009 avea o populație de 1.518 de locuitori.

## Evoluția populației
| An        | 1975 | 1982  | 1990  | 1999  | 2006  | 2009  |
| --------- | ---- | ----- | ----- | ----- | ----- | ----- |
| Populație | 912  | 1.022 | 1.110 | 1.134 | 1.317 | 1.518 |